# Armadillidium nigrum
Armadillidium nigrum là một loài chân đều trong họ Armadillidiidae. Loài này được Arcangeli miêu tả khoa học năm 1956.